# Matthias Ebhardt

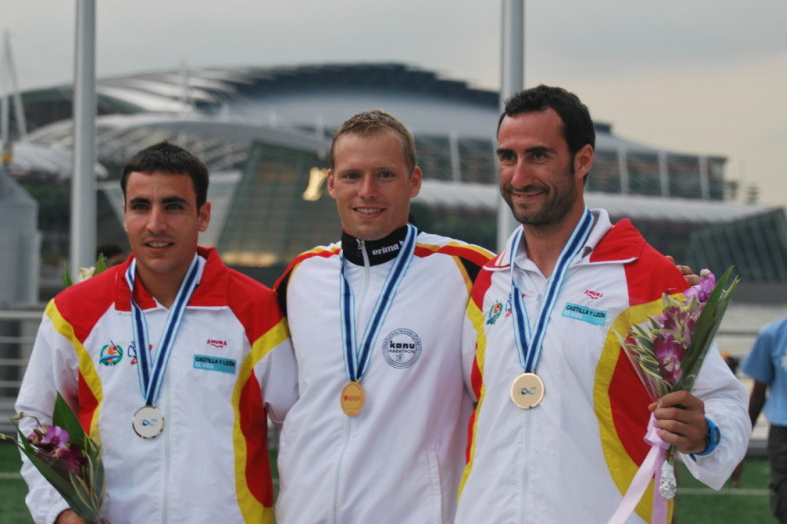
Weltmeister im Kanu-Marathon in Singapur 2011

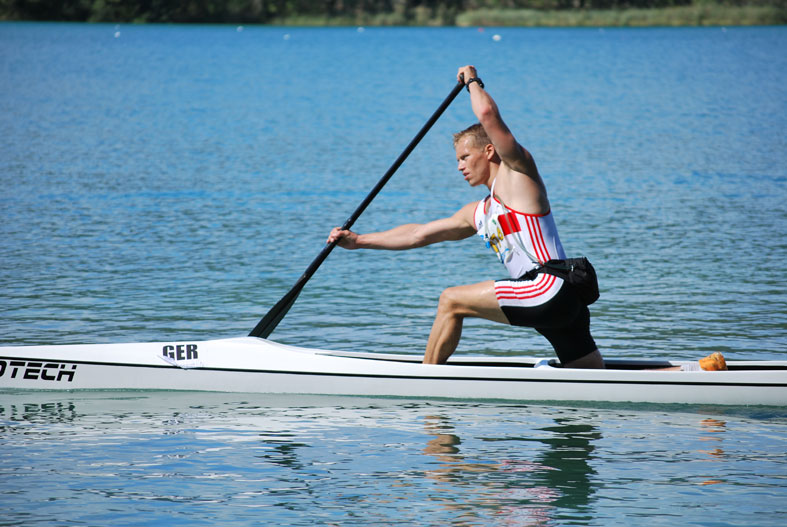
Ebhardt auf dem Weg zur WM-Bronzemedaille 2010

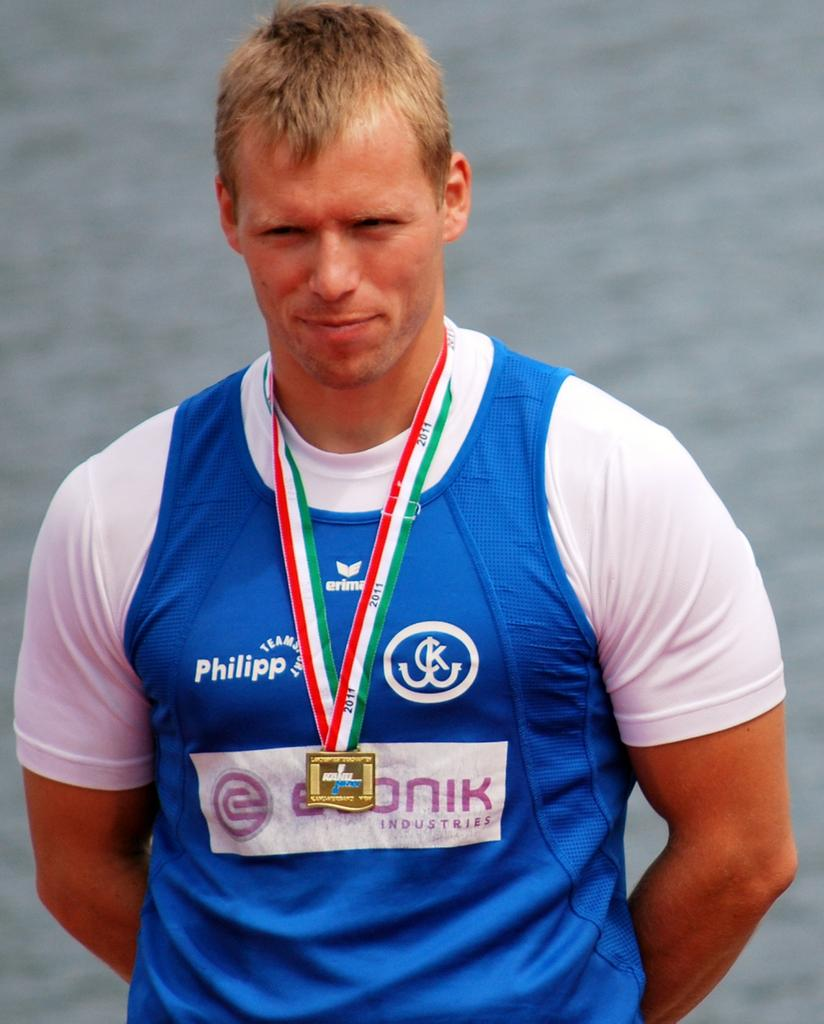
Deutscher Meister über 5000 Meter in München 2011

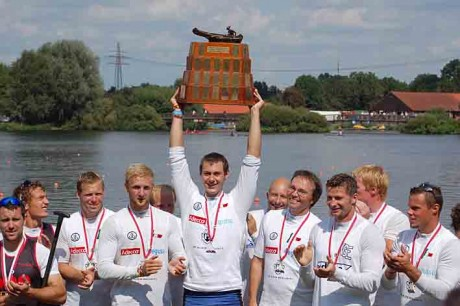
Deutscher Meister im C8 über 500 Meter in Hamburg 2007

Matthias Ebhardt (* 19. November 1981 in Wuppertal) ist ein deutscher Kanute. 2011 wurde er im Einer-Canadier Weltmeister im Kanumarathon.
Er wurde 1981 als Sohn von Michael Ebhardt, ebenfalls Kanute (KSG Wuppertal), in Wuppertal geboren. Ebhardt gehört zur Rennmannschaft des Kanu Club Wiking Bochum und ist auf die Disziplin Kanu-Marathon spezialisiert. Er startet national auf den Renndistanzen 200 m, 500 m, 1000 m und 5000 m sowohl im Einer-Canadier (C1) als auch in den Mannschaftsbooten Zweier-, Vier- und Achtercanadier (C2, C4, C8). 
Matthias Ebhardt ist der international erfolgreichste deutsche Canadierfahrer im Kanumarathon und hat zahlreiche Titel und Medaillen bei Meisterschaften errungen.
Seinen größten Erfolg feierte Matthias Ebhardt bei der Kanu-Marathon WM 2011 in Singapur. Er konnte dort die gesamte Weltelite, inklusive des zu diesem Zeitpunkt amtierenden Olympiasiegers und Weltmeisters Atilla Vajda aus Ungarn, hinter sich lassen und den Titel im Einercanadier gewinnen. 

## Erfolge (Auszug)
- Weltmeister im C1 im Kanumarathon in Singapur
- Deutscher Meister im C1 über 5000 Meter bei der DM in München 2011
- Deutscher Vize-Meister im C1 über 500 Meter bei der DM in Köln 2010
- Deutscher Meister im C1 im Kanumarathon 2010, 2011
- 4 × Deutscher Meister im C8 über 500 Meter von 2005 bis 2008
- Vize-Europameister im C1 im Kanumarathon 2011 in Saint-Jean-de-Losne / Frankreich
- Vize-Europameister im C1 im Kanumarathon 2009 in Ostróda / Polen
- Sieger bei den Weltcups im C1 im Kanumarathon 2010 in Týn nad Vltavou / Tschechien und in Brandenburg / Deutschland
- WM Bronzemedaillen-Gewinner im C1 im Kanumarathon in Banyoles/Spanien 2010 und 2012 in Rom / Italien